# Hołdy pruskie 1469–1641

Herb Prus Zakonnych

Herb Prus Książęcych

Hołdy pruskie 1469–1641 – hołdy lenne składane królom Polski jako suwerenom Prus Zakonnych (1466–1525) i Prus Książęcych (1525–1657).

## Hołdy lenne z Prus Zakonnych
Mocą postanowień zawartego 19 października 1466 II pokoju toruńskiego każdy nowo wybrany wielki mistrz zakonu krzyżackiego jako książę Królestwa Polskiego miał obowiązek złożyć hołd lenny każdemu następnemu królowi Polski nie później niż w czasie 6 miesięcy po swoim obiorze. Powołując się na skomplikowany stopień zależności Prus Zakonnych (zakon krzyżacki podlegał bezpośrednio papiestwu, a jako zbrojne ramię Świętego Cesarstwa Rzymskiego uznawał nad sobą władzę cesarzy) – wielcy mistrzowie wielokrotnie odmawiali złożenia hołdu królom Polski – jak to miało miejsce w latach 1477–1479, gdy Martin Truchsess von Wetzhausen prowadził wojnę popią ze swoim suwerenem o obsadę urzędu biskupa warmińskiego, czy w latach 1498–1525, gdy kolejni wielcy mistrzowie Fryderyk Wettyn i Albrecht Hohenzollern otwarcie odmawiali władcom Polski homagium, powołując się na fakt bycia książętami Świętego Cesarstwa Rzymskiego.
- 1 grudnia 1469 na sejmie w Piotrkowie Trybunalskim wielki mistrz Henryk Reuss von Plauen złożył hołd lenny królowi Kazimierzowi IV Jagiellończykowi.

- 20 listopada 1470 na sejmie w Piotrkowie Trybunalskim wielki mistrz zakonu krzyżackiego Henryk VII Reffle von Richtenberg złożył hołd lenny królowi Kazimierzowi IV Jagiellończykowi.

- 9 października 1479 w Nowym Mieście Korczynie wielki mistrz zakonu krzyżackiego Martin Truchsetz von Wetzhausen złożył hołd lenny królowi Kazimierzowi IV Jagiellończykowi.

- 18 listopada 1489 w Radomiu wielki mistrz zakonu krzyżackiego Johann von Tieffen złożył hołd lenny królowi Kazimierzowi IV Jagiellończykowi.

- 29 maja 1493 w Poznaniu wielki mistrz zakonu krzyżackiego Johann von Tieffen złożył hołd lenny królowi Janowi I Olbrachtowi.

## Hołdy lenne z Prus Książęcych

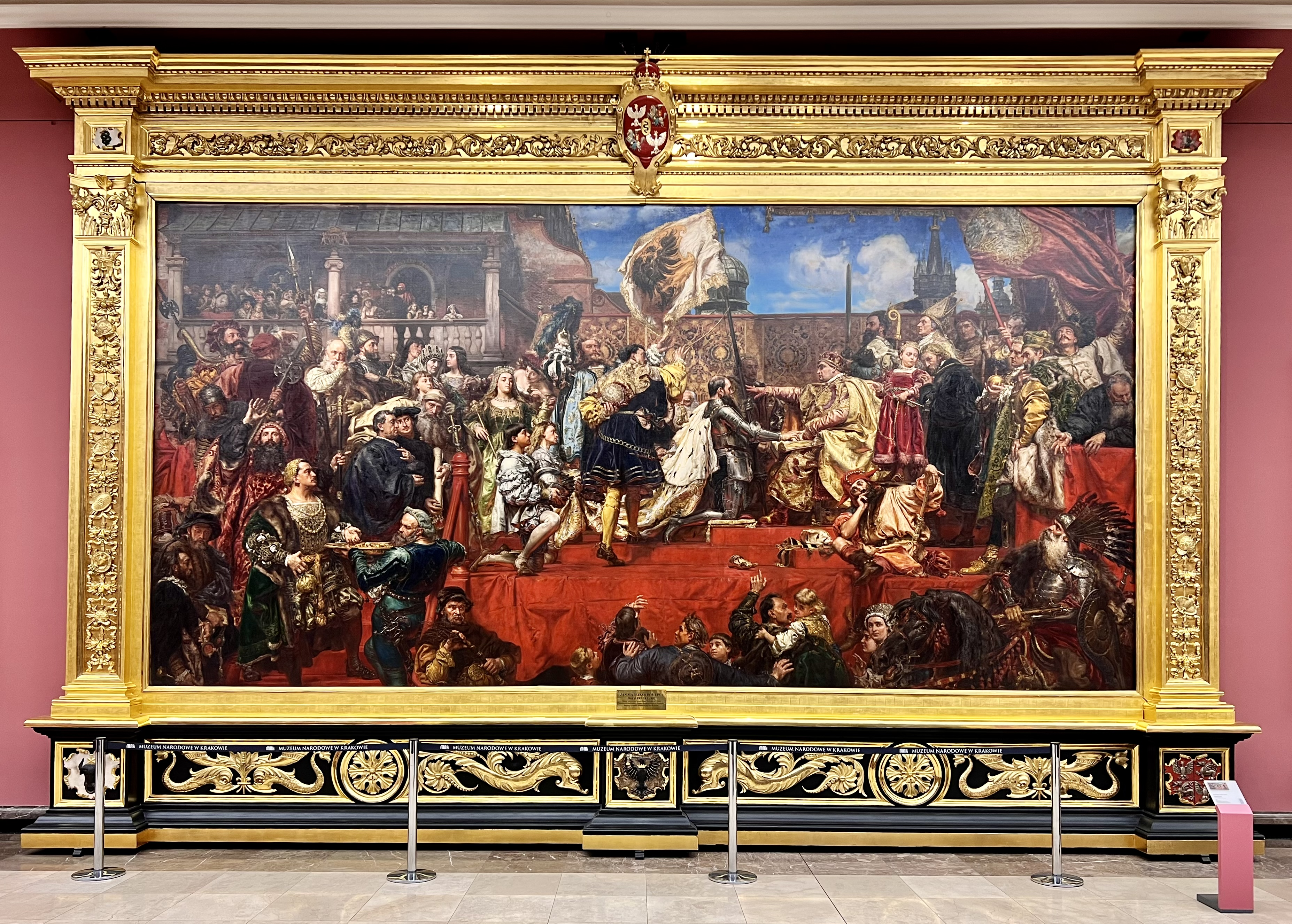
Hołd pruski Jana Matejki (1882)

Państwo zakonne w Prusach zostało siłą zmuszone do podporządkowania się Koronie Królestwa Polskiego w wyniku przegranej wojny polsko-krzyżackiej 1519–1521. Pozbawiony dalszej pomocy ze strony cesarza Karola V Habsburga, Albrecht Hohenzollern zdecydował się po czteroletnim rozejmie na sekularyzację swojego państwa i złożenie hołdu lennego królowi polskiemu z Prus Książęcych.
Mocą zawartego traktatu krakowskiego z 8 kwietnia 1525 Albrecht zostawał księciem w Prusach i pierwszym senatorem I Rzeczypospolitej z prawem dziedziczenia dla jego potomków w linii męskiej. Traktat dokładnie określił warunki złożenia hołdu: Winien pan margrabia Albrecht złożyć przysięgę Jego Królewskiej Mości i Królestwu Polskiemu, jako swemu przyrodzonemu i dziedzicznemu panu, oraz okazywać się na przyszłość posłusznym Jego Królewskiej Mości we wszystkim, jak z prawa należy księciu wasalnemu względem swego dziedzicznego pana. Powinien też margrabia Jerzy w imieniu własnym i swych braci dotknąć proporca chorągwi.
Prusy Książęce zerwały tym samym swój związek podległości wobec papiestwa i Świętego Cesarstwa Rzymskiego. Już jednak w 1573 przedstawiciel bocznej linii Hohenzollernów Jerzy Fryderyk von Ansbach, powołując się na postanowienia traktatu krakowskiego zażądał przekazania mu kurateli nad chorym umysłowo księciem pruskim Albrechtem Fryderykiem. W latach 1578–1618 w Prusach Książęcych rządzili faktycznie regenci. Strona polska nie chciała się jednak zgodzić na trwałe przejście tego lenna we władanie brandenburskiej linii Hohenzollernów. W 1603 kuratelę tę przejął Joachim Fryderyk Hohenzollern, co bez zgody Sejmu Zygmunt III Waza potwierdził 11 marca 1605. W 1609 regencję przejął Jan Zygmunt Hohenzollern. Dopiero w 1611, wynagradzając wsparcie jakiego udzielili Hohenzollernowie Rzeczypospolitej w wojnie polsko-rosyjskiej 1609–1618, Zygmunt III zgodził się na formalne złożenie hołdu przez margrabiego brandenburskiego. Margrabia Jerzy Wilhelm Hohenzollern złożył homagium w 1621 roku, a jego syn, Fryderyk Wilhelm w 1641 roku. Był to ostatni hołd pruski, ponieważ Prusy Książęce odpadły od Rzeczypospolitej w 1657 w wyniku podpisania traktatów welawsko-bydgoskich.

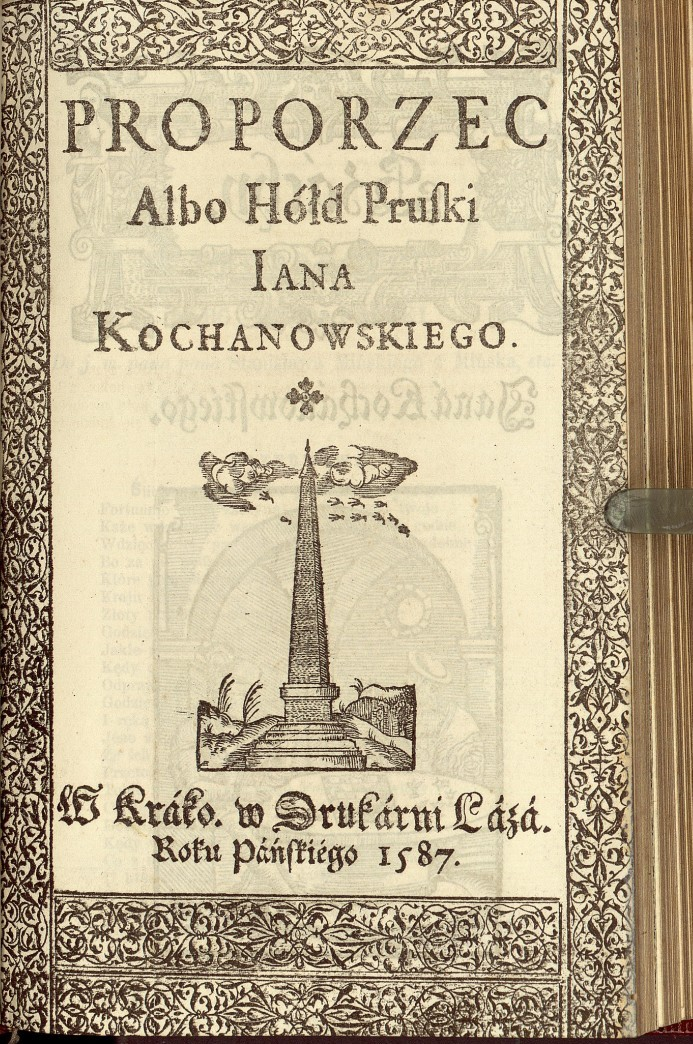
Proporzec albo Hołd Pruski Jana Kochanowskiego z 1587

- 10 kwietnia 1525 na rynku krakowskim Albrecht Hohenzollern złożył hołd lenny Zygmuntowi I Staremu  Osobny artykuł: hołd pruski 1525.
- 19 lipca 1569 na sejmie w Lublinie książę pruski Albrecht Fryderyk Hohenzollern złożył hołd lenny Zygmuntowi II Augustowi, co obecny wówczas Jan Kochanowski opisał w utworze Proporzec albo hołd pruski.

- 20 lutego 1578 przed kościołem św. Anny przy Krakowskim Przedmieściu w Warszawie margrabia Jerzy Fryderyk von Ansbach złożył hołd lenny Stefanowi Batoremu.

- 16 listopada 1611 przed kościołem św. Anny przy Krakowskim Przedmieściu w Warszawie margrabia brandenburski, elektor Jan Zygmunt Hohenzollern złożył hołd lenny królowi Zygmuntowi III Wazie.

- We wrześniu 1621 margrabia brandenburski, elektor Jerzy Wilhelm złożył hołd lenny królowi Zygmuntowi III Wazie.

- 21 marca 1633 posłowie margrabiego brandenburskiego, elektora i księcia Prus Książęcych Jerzego Wilhelma Hohenzollerna złożyli w imieniu swego władcy hołd lenny królowi Władysławowi IV.

- 6 października 1641 na dziedzińcu Zamku Królewskiego w Warszawie margrabia brandenburski, elektor Fryderyk Wilhelm Hohenzollern (Wielki Elektor) złożył hołd lenny królowi Władysławowi IV Wazie.